# Монголия на летних Олимпийских играх 1980
Монголия принимала участие в Летних Олимпийских играх 1980 года в Москве (СССР) в пятый раз за свою историю, и завоевала две бронзовые и две серебряные медали. Сборную страны представляло 43 спортсмена, в том числе 8 женщин.

## Серебро
- Дзюдо, мужчины — Цэндийн Дамдин.
- Вольная борьба, мужчины — Жамцын Даваажав

## Бронза
- Дзюдо, мужчины — Равдангийн Даваадалай.
- Вольная борьба, мужчины — Дугарсюрэнгийн Оюунболд